# تركسات 4آي
تركسات 4آي هو قمر اتصالات تركي ، تديره شركة Turksat . تم إنشاؤه بواسطة شركة Mitsubishi Electric (MELCO) اليابانية ، استنادًا إلى الحافلة الساتلية MELCO DS2000 ، 
 وتم إطلاقه من قبل الشركة الأمريكية الروسية المشتركة الدولية لخدمات الإطلاق (ILS) على متن المكوك الحامل الروسي بروتون إم يوم 14 فبراير 2014 في الساعة 21:09:03 من الموقع 81/24 من محطة بايكونور الفضائية في كازاخستان .
تم توقيع عقد التسليم في المدار للقمر الصناعي في مارس 2011. في نطاق العقد، تم تدريب المهندسين الأتراك في مرافق MELCO في اليابان.

 خلال الزيارة الرسمية لرئيس الوزراء رجب طيب أردوغان إلى اليابان، تم تسليم القمر الصناعي بواسطة Mitsubishi Electric إلى المسؤولين الأتراك في حفل أقيم يوم 8 يناير 2014.